# Zatypota mongolica
Zatypota mongolica är en stekelart som beskrevs av Sedivy 1971. Zatypota mongolica ingår i släktet Zatypota och familjen brokparasitsteklar. Inga underarter finns listade i Catalogue of Life.